# Cargaison blanche
Pour plus de détails, voir Fiche technique et Distribution.
Cargaison blanche est un film français réalisé par Georges Lacombe et sorti en 1958.

## Synopsis
Après que Jean, un de ses confrères, a disparu alors qu'il était sur le point de publier un article important, Françoise, jeune journaliste, reprend l'enquête. Du bureau de Madame Irma, une cartomancienne, en passant par une affaire d'import-export, dirigée par Madame Ploit, jusqu’au cabaret de nuit où règne Mado, elle découvrira, au péril de sa vie, un vaste trafic de traite des Blanches avec l'Afrique du Nord et le Moyen-Orient. Sauvée in extremis par son confrère Pierre, Françoise fera paraîtra son article avec la signature de son ami disparu.

## Fiche technique
- Titre : Cargaison blanche
- Réalisation : Georges Lacombe
- Collaboration à la réalisation : Roger Dallier
- Assistants-réalisation : Georges Pellegrin, Georges Casati, Philippe de Broca
- Scénario : Jacques Sigurd d'après le reportage de Jean Masson, « Le Chemin de Rio »
- Adaptation : Georges Lacombe
- Dialogues : Jacques Sigurd
- Décors : Raymond Nègre, assisté de François de Lamothe, Yves Olivier et Alain Nègre
- Costumes : Jacques Esterel
- Photographie : Roger Hubert
- Opérateur : Adolphe Charlet, assisté de Max Dulac
- Son : Raymond Gauguier, assisté de Fernand Sartin et Claude Orphon
- Montage : Denise Baby, assistée de Yolande Palamenghi et Bernard Lefèvre
- Chorégraphie : Elio Brenca
- Musique : Francis Lopez
- Direction musicale : Albert Lasry, éditions musicales Francis Lopez
- Chanson : Amour, amour, paroles de Francis Lopez/J.-M. Arozamena et musique de Francis Lopez, est interprétée par Colette Mars
- Maquillage : Marie-Kouise Gillet et Micheline Chaperon
- Coiffures : Carita Alexandre
- Photographe de plateau : Pierre Le Fauconnier
- Script-girl : Denise Morlot
- Régisseur : Tonio Sune, Maurice Urbain
- Régisseur, ensemblier : Georges Fontenelle
- Tournage : Franstudio du 29 juillet au 21 septembre 1957
- Directeur de production : Robert Vignon
- Producteurs : Raymond Artus, Eugène Lépicier, Robert Vignon, Francis Lopez
- Sociétés de production : CGC, Filmel, Les Productions Francis Lopez, Films Mars
- Société de Distribution : CCFC
- Pays d'origine :  France
- Langue : français
- Format : Noir et blanc (Gevapan) — 1.66:1 — Monophonique (Poste Parisien) — 35 mm
- Genre : film policier
- Durée : 92 min
- Date de sortie : 
  - France - 18 février 1958

## Distribution
- Françoise Arnoul : Françoise, la jeune journaliste
- Renée Faure : Maria Ploit, une organisatrice du trafic de femmes
- Jean-Claude Michel : Pierre Magnier, le journaliste
- Georges Rivière : Raymond, l'associé de Maria
- Colette Mars : Mado, la patronne et chanteuse de la boîte de nuit
- Jean-Claude Brialy : Jean, le jeune journaliste assassiné
- Judith Magre : Dora, une entraîneuse de la boîte
- Robert Dalban : René, le trafiquant assassiné
- Georges Aminel : José, le chanteur de l'orchestre
- Germaine Kerjean : Mme Irma, la cartomancienne
- Michel Salina : Monsieur Paul, un organisateur du trafic
- Pierre Cour : le rédacteur en chef du journal
- Henri San Juan : Tony, un homme de main des trafiquants
- Clément Harari : un client de la boîte de nuit
- Jean Valmence : un journaliste
- Odette Barencey : la bonne effrontée
- Betty Beckers : la « théâtreuse » chez Madame Irma
- Paul Uny : un inspecteur
- Jean Berton : le commissaire de police
- Harry Max : un employé de l'imprimerie (dans le générique du film)
- Charles Bouillaud : Charlot, un journaliste
- Emile Genevois : un journaliste
- André Philip : l'homme avec la bouteille de whisky
- Maurice Sylla et sa troupe
- Arain Stephan
- François Valorbe : Le patron du journal
- Madeleine Roussel
- Josyane Machat
- Yolande Yola
- Agnès Alma
- Madeleine Ganne
- Ingrid Harrison
- Solange Sicard
- Jean-Jacques Lecot
- André Chanu
- Laurent Dumn
- Alice Sapritch : une cliente de Madame Irma (non créditée)
- Pierre Richard (non crédité)

## Autour du film
- Philippe Lemaire, prévu pour le rôle de Pierre, cède la place à Jean-Claude Michel, lui-même prévu le rôle de Jean, que reprend finalement Jean-Claude Brialy.
- Il s'agit d'un remake du film Cargaison blanche ou Le Chemin de Rio, réalisé par Robert Siodmak (1937).
- Il semble que Jean Masson ait publié un premier article sur ce sujet, « Cargaison clandestine », repris et romancé comme « Le Chemin de Rio », dans Voilà, no 308, du 12 février 1937, à la suite de la sortie du film de Robert Siodmak le 5 février 1937.